# Musaranya de Manenguba
La musaranya de Manenguba (Crocidura manengubae) és una espècie de musaranya endèmica del Camerun.